# Bâtiment de l'Autorité du Port de Barcelone
Le bâtiment de l'Autorité du Port (en catalan : edifici de la Junta d'Obres del Port) est un édifice situé dans le vieux port de Barcelone, à Barcelone (district de Ciutat Vella). Il a été bâti par Julio Valdés entre 1903 et 1907, en style éclectique. Il a été le siège de l'administration du port de Barcelone depuis 1918 jusqu'à 2010.
Cet immeuble est inscrit comme Bien Culturel d'Intérêt Local (BCIL) dans le Recensement du Patrimoine Culturel catalan.

## Histoire et description

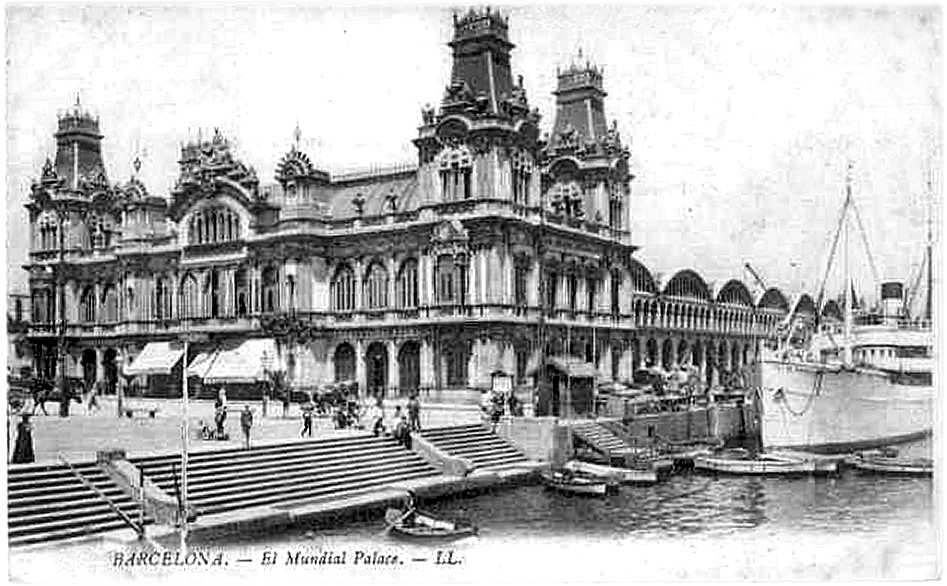
Photographie de 1917

Le bâtiment est situé face au Gouvernement Militaire de Barcelone et au monument à Christophe Colomb, alors que côté mer il se trouve face au pont de la Rambla de Mar qui donne accès à la zone du centre commercial Maremagnum. Il a été conçu comme terminal de passagers du port de Barcelone, avec un projet de Juillet Valdés. Il a été bâti entre 1903 et 1907, dans un style éclectique inspiré des palais et des casinos français de type Beaux-Arts. De plan rectangulaire, il a un plan bas et un étage, avec des tours à chaque angle. Dans la partie basse il y avait le terminal de passagers, avec des bureaux de poste et douane, alors qu'à l'étage se trouvait un restaurant appelé El Mundial Palace.

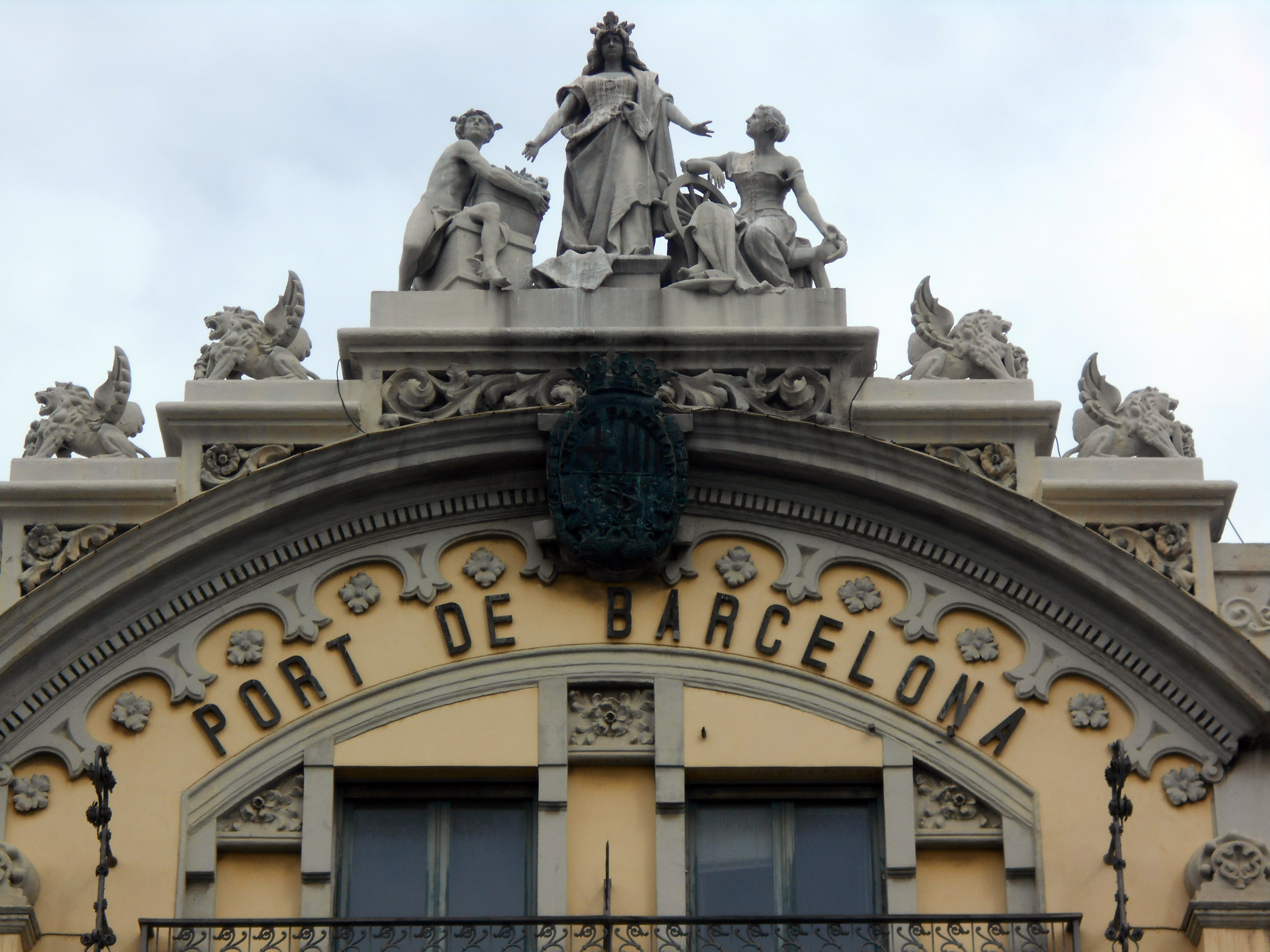
Barcelone protège la Marine et le Commerce

La façade du bâtiment est couronnée par le groupe sculpté Barcelone protège la Marine et le Commerce, œuvre de Joan Serra Pau de 1907. Le reste du couronnement de l'édifice a aussi un décor sculpté centré sur les motifs marins, comme des tritons, des embarcations et une effigie de Poséidón, ainsi que des cornes d'abondances.
En 1908 le restaurant a reçu la visite du roi Alphonse XIII.

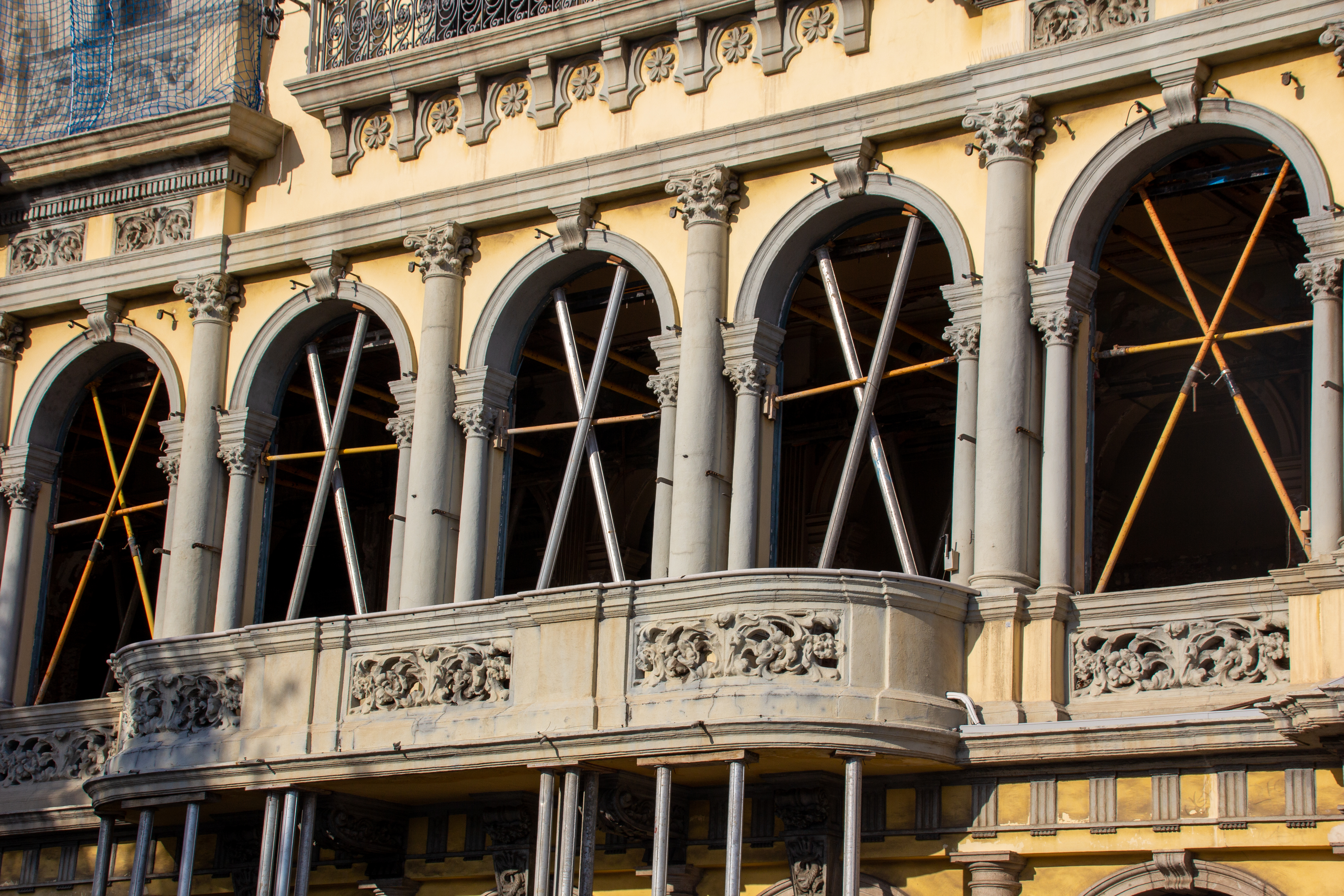
Le bâtiment en 2019, pendant les travaux de réhabilitation

En 1918 le bâtiment a été destiné au siège de la Junte d'Œuvres du Port, l'organe administratif chargé de gérer le port de Barcelone, qui en 1978 est devenu le Port Autonome de Barcelone et, depuis 1992, l'Autorité Portuaire de Barcelone.
En 2010 l'Autorité Portuaire de Barcelone a déplacé son siège et des bureaux au World Trade Center, entamant un projet pour transformer le bâtiment historique en centre de divulgation du Port de Barcelone. En 2015 ont débuté les travaux de réhabilitation, qui récupéreront la distribution originale de l'édifice, avec un unique étage.